# OpenLeaks
OpenLeaks er en whistleblower-hjemmeside som blev startet op i januar 2011 med det formål at lække dokumenter fra statsmagter og andre organisationer, og holde kilder til disse dokumenter anonyme. Hjemmesiden blev startet af to tidligere Wikileaks aktivister, blandt andet Daniel Domscheit-Berg, der har været talsmand for Wikileaks.